# ميادة (اسم)
ميادة هو اسم علم مؤنث من أصل عربي، يُشتق من الفعل "مادَ"، ويعني الفتاة المتبخترة أو المتمايلة بدلال. يُستخدم الاسم للإشارة إلى الرقة، والنعومة، والدلال، ويُعد من الأسماء الشائعة في عدد من الدول العربية.

## معنى
يحمل اسم ميادة دلالات أنثوية ناعمة، من أبرزها:
- المتبخترة: أي التي تمشي بخفة ودلال.
- اللّينة: في الطباع والسلوك.
- الرقيقة والناعمة.
- ذات الدلال والدلع.
- في بعض الاستخدامات، يُرتبط الاسم أيضًا بمعاني الجمال الأنثوي والرقيّ في التعامل.

## الانتشار والاستخدام
- يُعد اسم ميادة من الأسماء الشائعة في العديد من الدول العربية، مثل: العراق، سوريا، لبنان، مصر، الأردن، فلسطين.

- لاقى الاسم رواجًا خاصة في العقود الأخيرة من القرن العشرين، ولا يزال يُستخدم في العصر الحديث.

## الأصل اللغوي
اسم ميادة مأخوذ من الجذر الثلاثي (م-ي-د)، ويُشتق من الفعل "مَادَ"، والذي يُشير إلى التمايل والاهتزاز برقة. يُقال: "مادت الأغصان" أي تمايلت مع الريح، و"مادت الفتاة" أي تبخترت ومشت برشاقة. والاسم بصيغته "ميادة" يحمل صيغة مبالغة أو صفة مشبهة بالاسم، مما يُضفي عليه دلالات أنثوية قوية مرتبطة بالجاذبية والرقة.

## في علم النفس وتحليل الشخصية
غالبًا ما يُرتبط اسم ميادة في علم النفس بصفات الشخصية الآتية:
- شخصية أنثوية حساسة وعاطفية.
- تميل إلى الرقة والتعامل اللبق مع الآخرين.
- تحب الظهور الأنيق وتولي اهتمامًا بالتفاصيل.
- تملك جانبًا من القوة الداخلية رغم نعومتها الظاهرة.
- تميل إلى حب الفنون والموسيقى والأجواء الهادئة.

## الصفات المشتركة لحاملات الاسم
بحسب تجارب اجتماعية وتحليلات أسماء، كثير من الفتيات اللواتي يحملن اسم "ميادة" يوصفن بالآتي:
- الذكاء العاطفي.
- الميل إلى الإبداع.
- روح الأمومة المبكرة.
- الحضور الملفت دون صخب.
- شخصية متزنة تميل للسلام الداخلي.

## طريقة النطق والكتابة
- يُكتب الاسم بالعربية: ميادة
- يُكتب بالإنجليزية Mayada

- يُنطق بفتح الميم والياء، مع تشديد حرف الدال: مَيّادة

## أسماء مشابهة
- مَيّ: اسم علم مؤنث، بسيط ورقيق.
- ليادة: أقل شهرة، لكنه يحمل ذات البنية الصرفية.
- ريادة: يحمل معنى القيادة والتقدم.

- مياد: اسم مذكر نادر ذو جذر مشترك.

## أشخاص بارزون يحملون الاسم
- ميادة الحناوي: مغنية سورية شهيرة، تُعتبر من أبرز الأصوات النسائية في العالم العربي.
- ميادة بسيليس: فنانة ومغنية سورية معروفة، تركت بصمة في الموسيقى الشرقية.

## في الثقافة العامة
- غالبًا ما يُستخدم اسم "ميادة" في النصوص الأدبية للإشارة إلى فتاة رقيقة أو بطلة حالمة. ويمكن أن يرد في أبيات شعرية رمزية تمثّل الرقة والأنوثة الساحرة والجمال.

## هل الاسم إسلامي؟
اسم "ميادة" ليس اسمًا دينيًا بالمعنى الصريح، إذ لم يرد في القرآن أو في الأحاديث، لكنه عربي فصيح لا يتعارض مع الشريعة، لذا فهو مباح شرعًا.

## أسماء ذات صلة
مياد، ميود، ميودا، ميودين.